# Kanton Niort-Est
Kanton Niort-Est is een voormalig kanton van het Franse departement Deux-Sèvres. Kanton Niort-Est maakte deel uit van het arrondissement Niort en telde 18.171 inwoners (1999). Het werd opgeheven bij decreet van 18 februari 2014 met uitwerking op 22 maart 2015.

## Gemeenten
Het kanton Niort-Est omvatte de volgende gemeente:
- Niort (deels)